# Neauphle-le-Château
Neauphle-le-Château is een gemeente in het Franse departement Yvelines (regio Île-de-France) en telt 2771 inwoners (1999). De plaats maakt deel uit van het arrondissement Rambouillet.

## Geografie
De oppervlakte van Neauphle-le-Château bedraagt 2,2 km², de bevolkingsdichtheid is 1259,5 inwoners per km².
De onderstaande kaart toont de ligging van Neauphle-le-Château met de belangrijkste infrastructuur en aangrenzende gemeenten.

## Demografie
Onderstaande figuur toont het verloop van het inwonertal (bron: INSEE-tellingen).

## Bekende inwoners
- Deanna Durbin woonde hier met haar Franse echtgenoot/filmregisseur Charles David.[3]
- De Iraanse ayatollah Khomeini leefde er tijdens zijn ballingschap.
- De Franse auteur Marguerite Duras schreef er haar roman De Minnaar (1984).